# Samijlo-Welytschko-Chronik

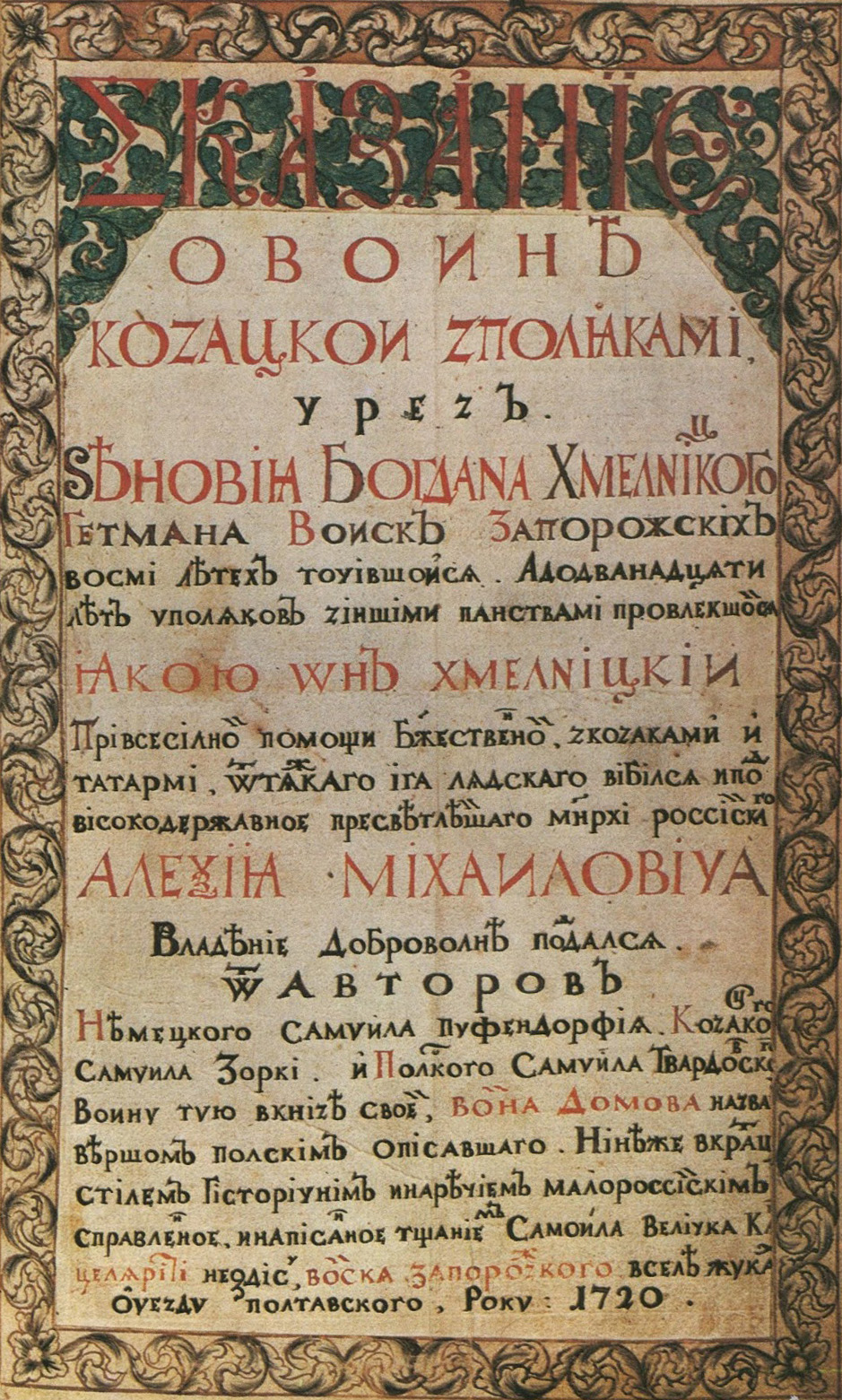
Samijlo-Welytschko-Chronik

Die Samijlo-Welytschko-Chronik (ukrainisch Літопис Самійла Величка) ist eine Chronik über die ukrainischen Kosaken aus dem 18. Jahrhundert. 
Die Chronik wurde von Samijlo Welytschko verfasst. Sie deckt die Ereignisse in der Ukraine von 1648 bis 1700 ab und erwähnt auch spätere Ereignisse bis 1725. Beim Verfassen des Werks gab der Autor in detaillierter Form insgesamt mehr als 210 Dokumente aus den Jahren 1638 bis 1700 wieder. Das Titelblatt der Chronik weist auf das Jahr 1720 hin. Offenbar begann Welytschko zu dieser Zeit mit der Arbeit.
Der Hauptinhalt der Ereignisse von 1648 bis 1654 ist für Welytschko die Entscheidung der von Bohdan Chmelnyzkyj angeführten Kosaken, den Schutz des polnischen Königs aufzugeben. Welytschko glaubt nicht, dass der Chmelnyzkyj-Aufstand Mitte des 17. Jahrhunderts zu einer Veränderung der sozialen Organisation der ukrainischen Gesellschaft geführt hat. Das Verwaltungssystem der Saporoger Armee entspricht für den Autor der traditionellen Kosaken-Selbstverwaltung. Außerdem beschäftigt der Autor sich mit dem Vertrag von Perejaslaw mit Russland von 1654. Er verurteilt die Einschränkung der Rechte der Saporoger Armee durch die russische Regierung, ist jedoch der Ansicht, dass die Frage ihrer Wiederherstellung nicht durch einen Aufstand, sondern durch einen entsprechend begründeten Appell an den Monarchen gelöst werden sollte.
Welytschko plädiert dafür, die Befugnisse des Hetmans, insbesondere im Finanzbereich, zugunsten der repräsentativen Organe wie des Generals der Armee und des Rats einzuschränken. Der Autor unterscheidet zwischen göttlichem und natürlichem Recht und verteidigt die Unveräußerlichkeit gottgegebener und natürlicher Menschenrechte. Er widmet der Rolle der Saporoger Sitsch im ukrainischen politischen Prozess große Aufmerksamkeit.
Die Chronik ist nicht vollständig erhalten. Der erste Band, der die Ereignisse von 1648 bis 1659 beschreibt, ist stark beschädigt. Einige Fragmente für die Jahre 1648 bis 1652 fehlen. Der zweite Band, der den Zeitraum von 1660 bis 1700 abdeckt, ist besser erhalten, bricht aber in der Mitte ab. Die Chronik wurde 1848 bis 1864 in vier Bänden erneut veröffentlicht. 1991 veröffentlichte Walerij Schewtschuk die Chronik in zwei Bänden in moderner ukrainischer Übersetzung.